# Coreglia Antelminelli
Coreglia Antelminelli è un comune italiano di 5 083 abitanti della provincia di Lucca in Toscana.

## Geografia fisica
Coreglia Antelminelli sorge sulle pendici degli Appennini tosco-emiliani settentrionali a 595 metri di altezza, più precisamente sulle propaggini del Monte Rondinaio, che con i suoi 1964mt sul livello del mare costituisce la massima altezza del territorio comunale di Coreglia. Situata su un colle in parte roccioso e in parte più boschivo, gode di una bellissima vista sia sugli Appennini, sia su tutta la catena delle Alpi Apuane.

## Origini del nome
Coreglia significa "terra di scorrimento, luogo da cui si passa" e deriva dal latino Corrilia. Antelminelli fu aggiunto nel 1862 quando, con la nascita dello Stato Italiano e l'insorgere di omonimie, nacque la necessità di distinguere il comune da quello che oggi è Coreglia Ligure. Il nome Antelminelli è quello di una nota famiglia nobiliare della Lucchesia.

## Storia
Le prime testimonianze dell'esistenza di Coreglia Antelminelli si trovano in un documento dell'Archivio Arcivescovile di Lucca del 1048 che ne attesta la proprietà da parte dei Rolandinghi, signori longobardi delle Pieve di Loppia.
Il castello del tempo era più piccolo rispetto a quello attuale, composto da una fortezza e una piccola cinta muraria che racchiudeva altre due torri. A ovest il paese era protetto da un dirupo, mentre la difesa a nord era garantita dalla fortezza e dalla torre principale. Il lato a sud-est era tenuto sicuro da un castello vicino, sempre dei Rolandinghi, nella zona più a valle (Ansuco).

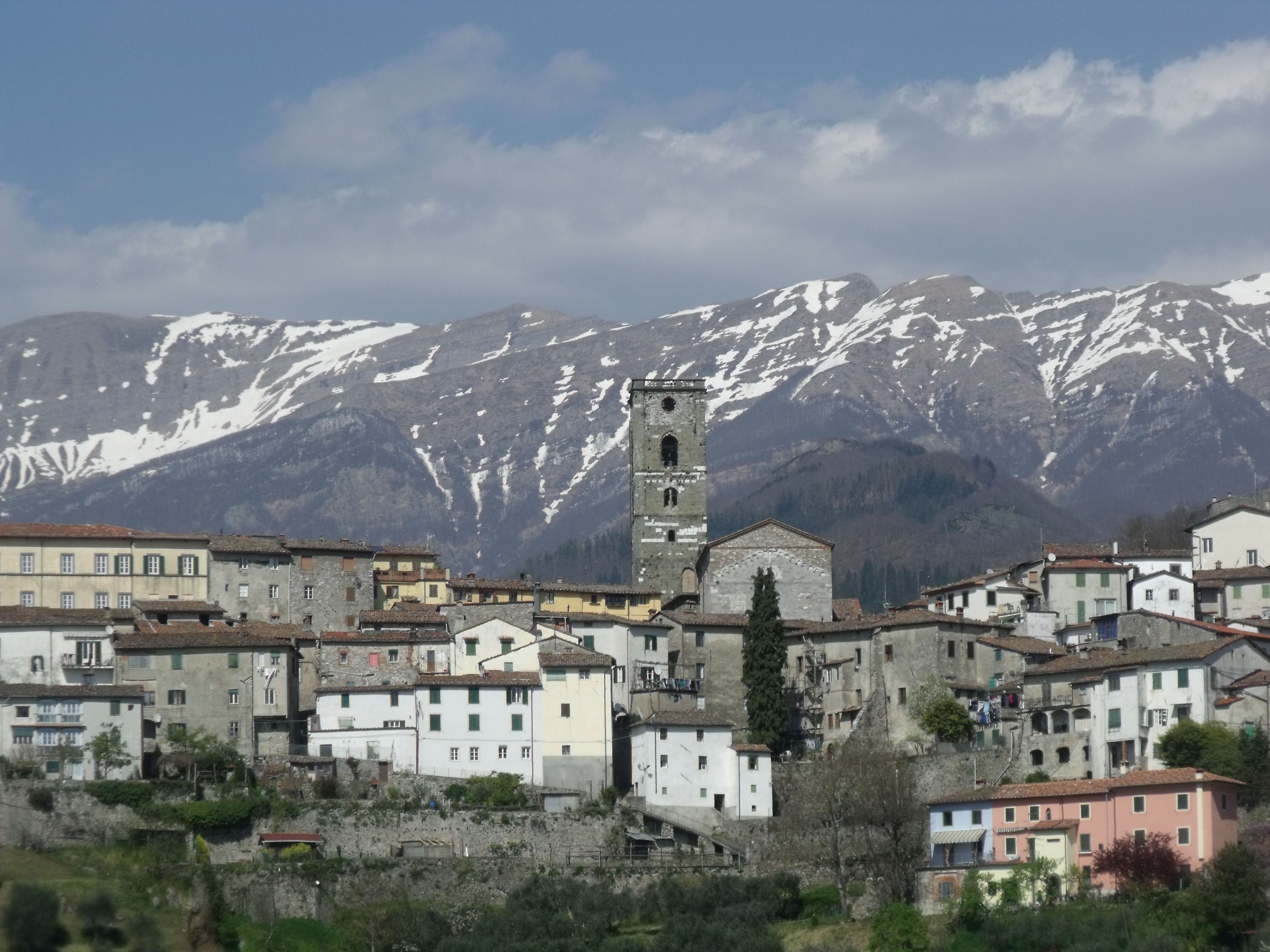
Il borgo di Coreglia

Nei due secoli successivi, i conflitti dei feudatari della zona con la città di Lucca costrinsero i Rolandinghi a ritirarsi. Le terre furono ereditate prima dai Bizzarri e poi dagli Antelminelli che attuarono delle modifiche alla struttura interna del paese. La fortezza fu sostituita con la chiesa di San Michele e la torre addossata a essa convertita in campanile mentre venne eretta una nuova rocca a scopi difensivi. Inoltre, per permettere spostamenti rapidi e nascosti all'occhio nemico in caso di attacco, furono costruite delle gallerie sotterranee.
Con la divisione del territorio della Garfagnana e della Valle del Serchio fatta dai lucchesi, nel 1272 nacque la Vicaria di Coreglia. Poco dopo, i guelfi al comando di Ranieri di Monte Garullo si impossessarono della roccaforte. Castruccio Castracani, nel 1316, prese d'assedio il paese e lo riconquistò. Alla sua morte, il castello rimase a Sante Antelminelli, ma sotto insistenza dei lucchesi nel 1333 Carlo IV lo sostituì con Francesco Castracani. Fu un periodo di grande splendore per la Vicaria e, successivamente, Francesco Castracani venne nominato conte dall'Imperatore. La contea era molto vasta, come testimonia uno scritto di Carlo IV:
«…Vicariam insuper Corellie de Garfagnana, Diocesis Lucane, cum fortiliciis, castris, villis et locis ad eamdem pertinentibus, videlicet Corilia, Gromignana, Roccha Pictorita, Licignana, Ghivizanum, Colle Berthinghi, Bori, Terulium, Viciana, Calavorna, Villa Terrenzana, Lugnanum, Bulglanum, Granarolum, Fornele, Chifenti, Corsagna, Perta, Putiocianum, Anchianum, Burgomozzani, Cereto, Roccamozzani, Oneta, Cuna, Vergilio, Mottone, Spolizano, Ceretulo,  Gioviano, Terzone, Deza, Volimiana, Vetriano, Colognora, Villa Roggia, Castella Roggia, Anzana, Gello, Piegaio, Pescalia et Convalli…».
Nel Quattrocento i territori della Garfagnana, fino a quel momento sotto il dominio lucchese, iniziarono a fare atto di dedizione agli Estensi. Lucca, a quel tempo alleata del Ducato di Milano contro l'espansione di Firenze e Venezia, chiese aiuto agli Sforza per mantenere l'ordine. Il territorio coreglino si trovò in mezzo alle contese tra l'esercito degli Estensi e quello di Francesco Sforza quando questi scese per attuare la riconquista della Garfagnana, ma non subì danni.
Nel 1438 Lucca, tentando di mantenere la propria indipendenza da Pisa e Firenze, firmò una tregua di tre anni concedendo loro la Vicaria di Coreglia. Dopo il Cinquecento, finite le guerre per la conquista della Garfagnana, il castello di Coreglia Antelminelli perse di importanza.
Con l'annessione napoleonica nel 1801, Coreglia divenne parte della Provincia delle Montagne. L'odierno comune di Coreglia Antelminelli nasce con il Regno d’Italia nel 1861.
Durante la Seconda guerra mondiale il comune fu conquistato dalle truppe tedesche e, data la sua vicinanza alla Linea gotica, tra il 26 e il 28 dicembre 1944 venne coinvolto nell'Operazione Wintergewitter. Durante il periodo dell'occupazione tedesca, fu commissario prefettizio del paese l'avvocato antifascista Giovanni Gelati, livornese ma trasferitosi con la famiglia a Coreglia per sfuggire ai bombardamenti. Con la moglie e la figlioletta erano con loro anche due bambini che essi facevano passare come propri ma che erano in realtà i figli di loro amici ebrei. Gelati sfruttò con molto equilibrio e abilità la sua posizione in favore della popolazione locale fino alla Liberazione. Nel 2012 a lui e alla moglie Lydia sarà conferita l'onorificenza di "giusti tra le nazioni".

### Simboli
Lo stemma del comune richiama quello di Lucca per suddivisione e colori dello sfondo: bianco quello superiore e rosso quello inferiore.
Il primo contiene tre elementi: un cuore che rimanda al nome del comune (Core-glia) e due stelle dorate a otto punte poste ai suoi lati che simboleggiano la suddivisione del territorio: il Piano, a valle, e il borgo di Coreglia.
Le tre montagne sullo sfondo rosso richiamano il monte delle Tre Potenze, facente parte dell'Appennino Tosco-Emiliano e del territorio del comune.
La corona posta sulla cima indica il legame di Coreglia con Francesco Antelminelli Castracani, nominato conte del posto da Carlo IV di Lussemburgo.

## Monumenti e luoghi d'interesse

### Architetture religiose
- Chiesa di San Michele Arcangelo
- Chiesa di San Martino
- Chiesa dei Santi Pietro e Paolo a Ghivizzano
- Chiesa di Santa Maria Assunta a Tereglio
- Chiesa dei Santi Lorenzo e Lazzaro a Piano di Coreglia
- Chiesa di San Silvestro Papa a Vitiana
- Chiesa di San Cassiano Martire a Gromignana
- Chiesa di San Leonardo eremita a Calavorno
- Chiesa di Santo Stefano Protomartire a Lucignana, nella quale sono dei paliotti settecenteschi in scagliola di Lorenzo Bonuccelliin cui vivaci intrecci vegetali formano una cornice intorno all'immagine di un santo[11].

Eremo di Sant'Ansano
L'eremo di Sant'Ansano è situato su un colle vicino a Lucignana, in mezzo a un bosco di lecci, e le prime notizie della sua esistenza risalgono all'anno 1000. In un primo periodo lo si trova con il nome di Lexie, "lecci", alberi molto presenti in quel luogo, poi mutato in Rocca Pettorita perché nella zona era presente una rocca di segnalazione, abbandonata in epoca medievale.
La chiesa romanica venne trasformata in oratorio intorno al 1400 e le fu aggiunto anche un portico. Nel XVI secolo, la canonica divenne un romitorio in cui viveva un frate addetto al controllo della chiesa e di tutto il territorio annesso.
Il luogo è rimasto abbandonato per anni, ma gli abitanti di Lucignana ne hanno restaurata una parte: la chiesa e la parte del romitorio. In quest'ultimo è stato ripristinato l'ambiente in cui viveva l'eremita: al piano terra c'è la cucina, con tanto di utensili, e in quello superiore si trova la camera da letto con gli abiti e il giaciglio del frate. Intatto è anche il campanile, funzionante.

### Architetture militari
- Torre di Castruccio Castracani

La torre di Castruccio Castracani, così chiamata perché ristrutturata e fortificata per volere di Castruccio nei primi anni del Trecento, è alta circa 25 metri e veniva usata per l'avvistamento dei nemici e come difesa. Era dotata di otto merli, ma quelli centrali sono scomparsi. Il piano terra era adibito a magazzino e perciò non comunicava dall'interno con quelli superiori; il primo e il secondo piano erano rispettivamente la zona giorno e la zona notte. L'uso abitativo, però, si avrà solo dopo la fine delle guerre in Toscana.
Il ritrovamento di una pavimentazione a tre metri di profondità rispetto al piano terra fa ipotizzare che la torre esistesse da prima del 1100.

### Altro
- Buca delle fate

Le prime notizie su questo luogo risalgono agli inizi del Novecento, quando alcuni esploratori del posto scoprirono l'ingresso della grotta vicino al torrente Segone (Gromignana). 
Dopo l'ingresso si trova una discesa di circa dieci metri che diventa un percorso piano su cui si snodano numerose gallerie. Nell'apertura terminale è stata posta una Madonnina fosforescente, come protezione per i visitatori.
Il nome deriva dall'usanza di attribuire a fate e folletti la creazione inspiegabile, nel passato, di certi luoghi.
Www.labucadellefate.it
- Affreschi di Paolo Maiani

Gli affreschi dell'abside della chiesa dei Santi Lorenzo e Lazzaro a Piano di Coreglia risalgono al 2001 e sono opera del pittore Paolo Maiani: sono due scene, La Resurrezione e Gesù che cammina sulle acque, rispettivamente sulla parte superiore e su quella inferiore.
La Resurrezione vede protagonista il Cristo che rinasce e la forza sprigionata da quell'atto: un terremoto con pietre volanti, alberi piegati e un vento forte che spazza via tutto, ma che a malapena sfiora il Figlio di Dio. Gli uomini spaventati guardano la scena da dietro la pietra che chiude il sepolcro. L'artista si è ispirato alle parole del Vangelo di Matteo (28,2):
“Ed ecco vi fu un grande terremoto; un angelo del Signore, sceso dal cielo, si accostò, rotolò la pietra e si pose a sedere su essa.”
Il Gesù che cammina sulle acque rappresenta tre situazioni contemporanee: a sinistra, un gruppo di spettatori spaventati per la tempesta che li minaccia; al centro Pietro che affonda e Gesù che lo tiene per una mano; a destra la barca con gli apostoli che esprime tranquillità, in opposizione all'ansia di chi non crede ai miracoli di Cristo. Anche questo affresco è tratto dai versi del Vangelo di Matteo (14,22-33):
"Subito dopo costrinse i discepoli a salire sulla barca e a precederlo sull'altra riva, finché non avesse congedato la folla.[...] Ma subito Gesù parlò loro dicendo: 'Coraggio, sono io, non abbiate paura!'. E Pietro allora gli rispose: 'Signore, se sei tu,, comandami di venire verso di te sulle acque'. [...]Ma vedendo che il vento era forte, s'impaurì e, cominciando ad affondare, gridò: 'Signore, Salvami!'"

## Società

### Evoluzione demografica
Abitanti censiti

### Etnie e minoranze straniere
Secondo i dati ISTAT al 31 dicembre 2010 la popolazione straniera residente era di 371 persone.
Le nazionalità maggiormente rappresentate in base alla loro percentuale sul totale della popolazione residente erano:
- Romania 133 2,50%
- Albania 69 1,30%
- Marocco 56 1,05%

## Cultura

### Istruzione
Museo della figurina di gesso e dell'emigrazione "G. Lera"
La pratica di creare statuine con il gesso si diffuse a Coreglia tra il XVI e il XVII secolo e rappresentò la principale occupazione della gente del posto. Quando nel Settecento iniziarono le emigrazioni dei coreglini verso tutto il mondo, furono molti gli artigiani che decisero di partire in cerca di fortuna. Alcuni di loro tornarono in patria, altri, come Sylvester Zefferino Poli, rimasero oltreoceano.
Nel 1883, il barone e figurinaio Carlo Vanni istituì nel suo palazzo di Coreglia una scuola per istruire i giovani al mestiere. Quando nel 1915 si trasferì a Vienna, lasciò l'edificio in dote al comune. 
Dato che gli eredi degli artigiani, nel corso del tempo, avevano donato al capoluogo numerose stampe e statuine, nel 1975 l'Amministrazione Comunale decise di istituire il Museo della figurina di gesso e dell'emigrazione.
Il museo è articolato in due sezioni: una è dedicata all'antica produzione di statuette di vario genere, inclusi busti di personaggi celebri ispirati alle sculture greche e romane; l'altra riguarda l'emigrazione dei figurinai, con foto, passaporti, lettere e altri documenti. Nel complesso sono conservati circa 1300 articoli.
Il 19 marzo 2005 il museo è stato dedicato al professor Guglielmo Lera, importante figura del settore storico-culturale lucchese.

#### Edifici scolastici
L'istituto comprensivo di Coreglia Antelminelli comprende:
- la scuola dell'infanzia di Coreglia e quella di Calavorno;
- la scuola primaria Manara Valgimigli di Coreglia, la scuola primaria Carlo del Prete di Piano di Coreglia e la scuola primaria Giacomo Puccini di Ghivizzano;
- la scuola secondaria di primo grado Giuseppe Ungaretti di Ghivizzano.

Le scuole secondarie di secondo grado non sono presenti nel comune. Le più vicine sono quelle di Barga, Borgo a Mozzano, Castelnuovo di Garfagnana e Lucca.

### Eventi
Il Comune di Coreglia organizza ogni anno numerose attività. Tra le più importanti si ricordano:
- Norcini a castello

Si tiene nel centro storico di Ghivizzano e richiama pubblico da tutta la Toscana. La prima domenica di settembre, le vie e le piazzette del paese vengono allestite con stand in cui i visitatori possono assaggiare i prodotti tipici locali, il Gruppo Storico di Ghivizzano Castello ripropone invece i costumi, i giochi, le musiche e gli spettacoli medievali.
- Festa Medievale

Si tiene a Coreglia nel primo sabato del mese di agosto. I paesani ricreano l'atmosfera dell'antica Vicaria, sia per quanto riguarda i costumi e le musiche, sia per il tipo di intrattenimento offerto, con balestrieri e sbandieratori.
- Concorso Nazionale di Scultura

Organizzato dal Museo della Figurina di gesso e dell'immigrazione, ha ogni anno un tema diverso.
- Rassegna delle Fisarmoniche "Pieri Dino"

Organizzata a Coreglia, dal 1994 richiama fisarmonicisti da tutta Italia. Si tiene alla fine di luglio.
- Grande Mondinata Alpina - Bruno Bertoncini

Organizzata dal Gruppo Alpini del territorio comunale, a Piano di Coreglia in via del Colle 1, detta "Baita Bicocchi", nell'ampio spazio offerto dal parco pubblico "Luigi Bergamini" e intitolata ad un Alpino fondatore del gruppo, richiama visitatori da tutta la Toscana per la possibilità di assaporare i tipici sapori dell'autunno e della montagna, dalle castagne arrostite, le cosiddette mondine, ai necci e agli altri derivati di questo frutto autunnale. Al tempo stesso sono possibili escursioni in elicottero (nelle prime edizioni in mongolfiera) sugli Appennini, sulle Alpi Apuane e nella Valle del Serchio e Garfagnana in generale.

### Riconoscimenti
Il 9 gennaio 2004, a Roma, Coreglia Antelminelli è stato certificato come uno dei Borghi più belli d’Italia.

## Geografia antropica

### Frazioni

#### Ghivizzano
Le sue origini risalgono ai liguri-apuani, ma fu anche territorio dei romani che gli assegnarono il nome di “Clavis”, chiave, perché era il luogo d'accesso della valle. Si trasformò poi in Clavidianum; nel 983 si trova tra i possedimenti dei Rolandinghi con il nome di Glavezzano.
Rimase tra i loro possedimenti fino alla metà del XIV secolo, quando gli Antelminelli se ne appropriarono e iniziarono ad usare Ghivizzano come residenza e base militare. Castruccio Castracani, infatti, ristrutturò e fortificò il castello, aggiungendo le mura, il palazzo, la rocca e aggiungendo la torre con la caserma annessa.
Quando Castruccio morì, il 3 settembre del 1328, gli succedette un altro Antelminelli: Francesco Castracani. Nel 1429-1430, le truppe fiorentine comandate da Niccolò Fortebraccio saccheggiarono il castello. Il passaggio di Francesco Sforza, pochi anni dopo, lo vide sottomesso.
Dal 1500, quando la Garfagnana fu sottomessa e le guerre per il suo dominio si placarono, l'importanza di Ghivizzano diminuì. Alla fine di quello stesso secolo si ritirarono le truppe lucchesi e la città prese a rifiorire.
Nel 1810 fu costruita una seconda porta d'accesso, il Portello, e nel 1857 lo "scaleo”, una scala che dalla chiesa dei SS. Pietro e Paolo conduce alla rocca, a scapito di una parte di cinta muraria.
Il borgo medioevale di Ghivizzano (chiamato anche Ghivizzano alto dai paesani), ben visibile dalla strada regionale 445 della Garfagnana, è una frazione di circa 1 600 abitanti. Caratteristiche vie del centro storico sono via Sossala (sub-sala, sotto il palazzo) che costeggia il lato meridionale, e via Piastronata, che conduce al centro.
Ghivizzano basso, invece, è la parte di paese nata fuori delle mura, lungo la strada regionale. Qui hanno sede il distaccamento comunale, il campo sportivo, la stazione ferroviaria e le scuole.
Ogni anno si svolgono varie feste paesane tra cui: la festa dei "Norcini a Castello" e il Presepe Vivente, con i costumi medievali e l'apertura al pubblico della torre e della rocca nella zona antica; la sagra della Trippa e la fiera di paese la prima domenica di ottobre nella parte nuova.

#### Piano di Coreglia
In epoca medievale, la zona alle pendici del monte su cui sorge Coreglia era composta di piccole comunità: Villa di Cistrignana, Colle Bertingo, Curchi, Ansuco e Manciana. Di queste, le principali erano le prime due. Di Villa di Cistrignana e del suo castello si hanno notizie che risalgono al X secolo, quando faceva parte del piviere di Loppia. I rapporti imperiali del 1100-1200 parlano anche di una fortezza e della chiesa di San Lazzaro addetta a casa del lebbroso. Finito il periodo della peste del Seicento, la chiesa fu convertita in un ospedale, venne ampliata e fu aggiunta la dedica a San Lorenzo.
Il castello di Colle Bertingo, che si presume fondato prima del X secolo da Berto della famiglia dei Porcaresi, compare per la prima volta negli atti storici del 1171. La chiesa di Santa Lucia che sorge sul suo territorio è nominata nelle Decimae della Tuscia del 1276-1277 e nel catalogo delle chiese del territorio lucchese del 1387.
Lo Statuto di Lucca del 1308 testimonia un periodo florido per queste comunità, ma dopo la morte di Francesco Castracani nel 1355 iniziarono le minacce di conquista da parte dei Fiorentini e crebbero gli attacchi delle compagnie di ventura. Nella prima metà del Quattrocento le bande di Niccolò Fortebraccio, agli ordini di Firenze, distrussero la zona: la chiesa e il castello di Colle Bertingo vennero distrutti e gli abitanti furono costretti a riunirsi a Cistrignana per prendere parte alle funzioni religiose. Nella seconda metà del Cinquecento, quando fu istituito il Commissariato di Coreglia, le due comunità apparivano già unite e gli abitanti furono denominati come “uomini del Piano di Coreglia”.
Oggi non è rimasto niente delle fortificazioni, ma le antiche comunità sono sopravvissute: Villa di Cistrignana è l'attuale località di Nestrignana, mentre Colle Bertingo corrisponde alle località di Santa Lucia e del Colle. A differenza delle altre frazioni del comune Piano di Coreglia non ha un centro storico preciso da cui è iniziato lo sviluppo: il paese come lo si vede oggi si è formato lungo la strada per Coreglia, quando è stata costruita nell'Ottocento, e si è poi esteso nelle strade interne che conducono a Ghivizzano.

#### Gromignana
Gli scavi in località Camfumalbi (oggi nota anche come Pianfumalbi) hanno portato alla luce una prima fortificazione andata distrutta in epoca medievale che testimonia il passaggio dei romani e la fondazione da parte dei liguri-apuani.
I primi documenti scritti sul paese risalgono all'epoca dei Ronaldinghi, alla fine del X secolo. Fu annesso al territorio della Vicaria di Coreglia nel 1272.
È la seconda frazione per estensione del comune, il primato spetta al capoluogo ma è il più piccolo paese in base al numero di abitanti, record che un tempo apparteneva al borgo di Vitiana.
Il paese nasce intorno alla chiesa dedicata a San Cassiano e alla tipica torre campanaria che si erge su un particolare picco roccioso. Non esiste un vero e proprio borgo, le case sono tutte sparse e questo fa sì che in tutta la frazione non esista alcuna via e la nomenclatura delle strade è suddivisa in località.

#### Lucignana
Come le altre frazioni del comune, anche Lucignana fu un possedimento dei Ronaldinghi, la famiglia longobarda che controllava il feudo della Pieve di Loppia. Questi fecero costruire il castello fortificato, la cui roccaforte è ancora visibile.
Lucignana entrò a far parte delle terre di Coreglia nel 1272, dopo la sconfitta dei Ronaldinghi da parte dei lucchesi. Da questo toponimo ha preso origine il cognome Lucignani, diffuso lungo la costa tirrenica, da La Spezia a Roma, oltre che lungo la valle del fiume Serchio.

#### Tereglio
Tereglio, arroccata sulla cresta di un colle della Val Fegana, controllava il valico che porta in Emilia. Il ritrovamento di una necropoli del III-II secolo a.C testimonia un antico insediamento ligure.
Le successive fonti risalgono all'anno 856, quando il Vescovo di Lucca Geremia concesse alcuni beni “in loco Terelio”.
Nello scontro tra Chiesa e Impero del Duecento Tereglio finì sotto il controllo del secondo, finché nel 1272, con la riappacificazione tra i due contendenti, i lucchesi lo assegnarono alla Vicaria di Coreglia. Fu distrutto dalle truppe di Niccolò Fortebraccia nel 1429, ma tornò ai lucchesi tre anni dopo. Fu riconquistata dai soldati al comando di Francesco Sforza e tornò sotto Lucca nel 1441 quando questi tornò a Milano.
- Il castello di Borio

Il paesino di Arborio (o Borio) sorgeva vicino a Tereglio, probabilmente attorno a un insediamento dei Liguri. La prima traccia della sua esistenza è la menzione con il nome di “Burra” o “Buria” tra i possedimenti della Pieve di Loppia. Oltre a poche case, si sa della presenza di una chiesa intitolata a San Martino.
La sua distruzione, con conseguente accorpamento alla comunità di Tereglio, risale probabilmente al XIV secolo, dato che l'ultima traccia della sua esistenza è dell'8 maggio 1355, quando venne istituita la Contea di Coreglia. A confermare l'ipotesi, nel 1385 il Vescovo di Lucca istituì il Rettorato dei Santissimi Maria e Martino cioè l'unione tra la chiesa di Tereglio, dedicata a Santa Maria, e quella di Arborio, dedicata a San Martino.
- Il Palazzo di Posta

La costruzione del palazzo fu voluta dalla Duchessa Maria Luisa, Infanta di Spagna, quando visitò il paese di Tereglio nel 1822. Il palazzo fu progettato dall'Ingegner Marracci; i lavori, portati avanti dal lucchese Pietro Grotta, ne prevedevano l'adibizione a locanda per le genti di passaggio sulla via per l'Emilia.
Il progetto venne portato a termine dopo la morte della duchessa, verso la fine degli anni Venti dell'Ottocento. Il palazzo venne suddiviso in due aree: la locanda, con otto camere, una sala, una cantina, una cucina e due camere per gli affittuari meno abbienti; la dogana, composta di nove stanze, comprensive di appartamenti e uffici per il doganiere e la guardia.

#### Vitiana
Questo piccolo paese viene citato per la prima volta in un documento del 994 che ne attesta l'appartenenza alla Pieve di Loppia. Il castello serviva per sorvegliare il valico che dal monte Rondinaio conduce in Emilia.
Nel 1272 entrò a far parte della Vicaria di Coreglia.

#### Calavorno
Sorge a pochi metri dal ponte sul fiume Serchio, sotto la strada per Vitiana, e deve il suo nome al console romano che allevava i pesci in una cala del posto (Cala-Vornius).
Fece parte dei possedimenti dei Ronaldinghi di Loppia, che avevano un castello e un ospedale (oggi la chiesa di San Leonardo) nel paese, e occupò una posizione strategica. Si ribellò all'invasione lucchese del 1171, ma venne distrutta e incendiata. Entrò a far parte della Vicaria di Coreglia nel 1272.
Subì gravi danni durante la Seconda guerra mondiale, ma dopo i lavori di ricostruzione cominciò a ripopolarsi, soprattutto nei pressi del ponticello costruito sopra il torrente Surricchiana. Fino ai primi anni del Novecento veniva chiamata “Capanne di Vitiana”, ma con la sua rinascita riassunse il suo antico nome.

## Infrastrutture e trasporti
La parte a valle del comune è attraversata della strada regionale 445 della Garfagnana, sulla quale sono svolte autocorse in servizio pubblico a cura di Autolinee Toscane.
Comune con Ghivizzano, è inoltre presente una fermata ferroviaria, servita dalle corse effettuate da Trenitalia che percorrono la ferrovia Lucca-Aulla nell'ambito del contratto di servizio con la Regione Toscana. Nelle adiacenze della stessa è attivo il raccordo ferroviario con lo stabilimento Tronchetti, attivo nel settore cartario.
Presso Calavorno si trova una fermata ferroviaria dismessa nel 1999 della tratta Lucca-Aulla.

## Amministrazione
2020
| Periodo | Periodo   | Primo cittadino | Partito         | Carica  | Note |
| ------- | --------- | --------------- | --------------- | ------- | ---- |
| 1996    | 2005      | Marco Remaschi  | Centro-sinistra | Sindaco |      |
| 2005    | 2010      | Robledo Funai   | Centro-sinistra | Sindaco |      |
| 2010    | 2020      | Valerio Amadei  | Centro-sinistra | Sindaco |      |
| 2020    | in carica | Marco Remaschi  | Centro-sinistra | Sindaco |      |

### Gemellaggi
- Coreglia Ligure, dall'agosto 2005 (da allora ogni anno viene organizzato un incontro tra le due comunità nel periodo compreso tra luglio e agosto)

### Altre informazioni amministrative
- Classificazione sismica: zona 2 (sismicità bassa), Ordinanza PCM 3274 del 20/03/2003
- Classificazione climatica: zona E, 2892 GR/G
- Diffusività atmosferica: bassa, Ibimet CNR 2002

## Sport

### Calcio

#### Impianti sportivi
- Campo Sportivo Comunale "G.Roni" fondo in erba - Coreglia Antelminelli
- Campo Sportivo Comunale "B.Canelli" fondo in erba - Piano di Coreglia
- Stadio Comunale ''Elso e Rolando Bellandi'' (ex. Carraia) fondo sintetico - Ghivizzano

#### Squadre
- La squadra di calcio del capoluogo è la A.S.D. Coreglia 2018 che milita attualmente nel campionato provinciale (Lucca) 3ª Categoria girone A. La Società, nata nel 2018, subentra alla Polisportiva Coreglia 1979 che cessa l'attività agonistica nello stesso anno.
- USD Ghivizzano societa nata nel 2022 attualmente partecipa al campionato regionale II categoria girone B
- Dal settembre 2012, a seguito dell'unione tra la squadra del Ghivizzano e quella del Borgo a Mozzano, nasce il Ghivizzano-Borgo a Mozzano, abbreviato in Ghiviborgo. Attualmente milita in Lega Nazionale Dilettanti Serie D - girone E
- Societa G.S.A. Piano di Coreglia Amatori abbreviato in PDC, società nata nel 1994 attualmente milita nel campionato Prima Serie Amatori AIC